# 1936年ガルミッシュ・パルテンキルヘンオリンピックのフィンランド選手団
1936年ガルミッシュ・パルテンキルヘンオリンピックのフィンランド選手団（1936ねんガルミッシュ・パルテンキルヘンオリンピックのフィンランドせんしゅだん）は、1936年2月6日から2月16日までドイツのガルミッシュ＝パルテンキルヒェンで開催された1936年ガルミッシュ・パルテンキルヘンオリンピックのフィンランド選手団、およびその競技結果。

## 概要
今大会は金メダル1個、銀メダル2個、銅メダル3個の合計6個のメダルを獲得した。

## メダル
| メダル | 選手名                                                                    | 競技                   | 種目             |
| ------ | ------------------------------------------------------------------------- | ---------------------- | ---------------- |
| 金     | スロ・ヌルメラ クラエス・カルッピネン マッティ・ラーデ カッレ・ヤルカネン | クロスカントリースキー | 男子4×10kmリレー |
| 銀     | ビルゲル・ワセニウス                                                      | スピードスケート       | 男子5000m        |
| 銀     | ビルゲル・ワセニウス                                                      | スピードスケート       | 男子10000m       |
| 銅     | ビルゲル・ワセニウス                                                      | スピードスケート       | 男子1500m        |
| 銅     | ペッカ・ニエミ                                                            | クロスカントリースキー | 男子18km         |
| 銅     | アンテロ・オヤラ                                                          | スピードスケート       | 男子5000m        |